# رافائل لمکین
رافائِل لِمکین (لهستانی: Rafał Lemkin؛ ‏۲۴ ژوئن ۱۹۰۰ – ۲۸ اوت ۱۹۵۹) حقوقدان لهستانی یهودی‌تبار بود که بیشتر برای وضع واژهٔ نسل‌کشی و آغاز کنوانسیون منع و مجازات جرم نسل‌کشی شناخته شده‌است. لمکین واژهٔ نسل‌کشی را در سال ۱۹۴۳ از genos (خانواده، قبیله، یا نژاد به یونانی) و -cide (کشتن به لاتین) ساخت.

## زندگی‌نامه
لمکین در ۲۴ ژوئن ۱۹۰۰ در بزوودنه، دهکده‌ای در ولکوویسکی آویزد، فرمانداری گرودنو، در امپراتوری روسیه (بلاروس کنونی) متولد شد. وی در یک خانواده یهودی لهستانی در یک مزرعه بزرگ در نزدیکی واوکویسک بزرگ شد و یکی از سه فرزند جوزف لمکین و بلا نیوز پومرانز بود. پدرش یک کشاورز و مادرش یک ادیب، نقاش، زبان‌شناس و دانشجوی فلسفه با مجموعه بزرگی از کتابها در زمینه ادبیات و تاریخ بود. لمکین و دو برادرش (الیاس و ساموئل) نرد مادرشان درس خانگی خواندند.
از زمان جوانی، لمکین علاقمند به بررسی موضوع قساوتها بود و غالباً از مادرش در مورد حوادث تاریخی نظیر غارت کارتاژ، حمله و فتوحات مغول و آزار و شکنجه قوم اوگنو سؤال می‌کرد. لمکین ظاهراً، در سن ۱۲ سالگی، با خواندن کتاب هوس‌های امپراتور نوشته هنریک سینکیه‌ویچ، به ویژه بخشی که نرون مسیحیان را جلوی شیرها انداخت، با مفهوم جنایات جمعی روبرو شد. در مورد این داستان‌ها، لمکین نوشت: «یک رشته خون از صحنه روم از طریق چوبه دار فرانسه به قتلگاه بیالیستوک هدایت شد». لمکین از طریق نوشته‌های خود، اعتقادی اساسی، که در تفکر او در طول زندگیش به وجود آمده، را نشان می‌دهد: رنج یهودیان در شرق لهستان بخشی از الگوی بزرگتری از بی‌عدالتی و خشونت بود که در طول تاریخ و در سراسر جهان وجود داشت.
مزرعه خانوادگی لمکین در منطقه‌ای واقع شده بود که در آن جنگ بین نیروهای روسی و آلمانی در طول جنگ جهانی اول رخ داد. خانواده او قبل از پناه گرفتن، در جنگلی در همان نزدیکی کتاب‌ها و اشیا قیمتی خود را دفن کردند. در طول جنگ، آتش توپخانه خانه آنها را ویران کرد و نیروهای آلمانی محصولات و اسب و دام آنها را تصرف کردند. برادر لمکین ساموئل سرانجام بر اثر سینه پهلو و سوء تغذیه درگذشت در حالی‌که خانواده در جنگل باقی مانده بودند.
وی پس از فارغ‌التحصیلی از یک مدرسه تجارت محلی در بیاویستوک، تحصیل زبان‌شناسی را در دانشگاه ژان کازیمیر (لووف فعلی اوکراین) آغاز کرد. او چند زبانه بود، به ۹ زبان مسلط بود و چهارده زبان را درحد خواندن می‌دانست. اولین کتاب منتشرشده او ترجمه رمان نوه من مریمکا نوشته حییم نحمان بیالیک از عبری به لهستانی در سال ۱۹۲۶ بود. در بیاویستوک بود که لمکین پس از اطلاع از نسل‌کشی ارامنه در امپراتوری عثمانی، و بعداً تجربه آشوریان درعراق و قتل‌عام آنها در طی کشتار سمیل در سال ۱۹۳۳ به قوانین علیه جنایات دسته جمعی علاقه‌مند شد.
پس از مطالعه در مورد ترور طلعت پاشا، عامل اصلی نسل‌کشی ارامنه، در برلین توسط سوقومون تهلیریان، لمکین از جولیوس ماکارویچ پرسید که چرا طلعت پاشا را نمی‌توان به جرم جنایاتش در دادگاه آلمان محاکمه کرد. ماکارویچ، یک ملی‌گرا- محافظه‌کار که معتقد بود یهودیان و اوکراینی‌ها اگر از ذوب شدن در جامعه امتناع ورزند باید از لهستان اخراج شوند، پاسخ داد که دکترین حاکمیت وستفالی به دولت‌ها این حق را می‌دهد که امور داخلی خود را هر طور که صلاح می‌دانند انجام دهند. باسخ لمکین این بود که «او آنها را می‌کشد و این کار اوست. اگر دخالت کنید، در حال تجاوز هستید»، «اما ارمنی‌ها مرغ نیستند». او در نهایت چنین نتیجه گرفت، «من معتقدم حاکمیت را نمی‌توان به عنوان حق کشتن میلیون‌ها انسان بی‌گناه تصور کرد».
لمکین سپس برای تحصیل فلسفه به دانشگاه هایدلبرگ آلمان رفت و در سال ۱۹۲۶ برای تحصیل در رشته حقوق به لووف بازگشت.

## در طول جنگ جهانی دوم

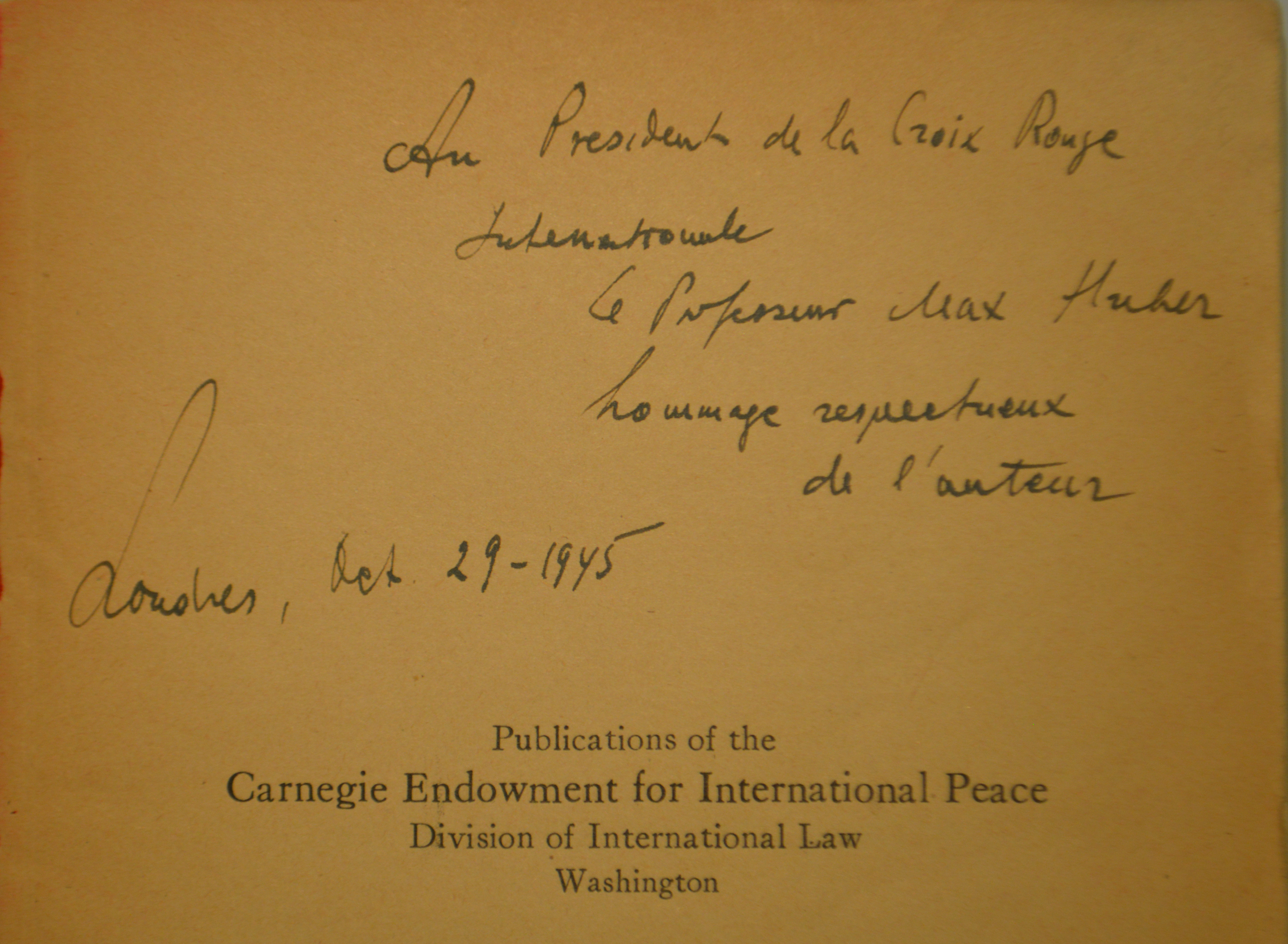
اهدایی لمکین در «حکم محور در اروپای اشغالی» به ماکس هوبر، رئیس کمیته بین‌المللی صلیب سرخ

او ورشو را در ۶ سپتامبر ۱۹۳۹ ترک کرد و راه خود را به سمت شمال شرقی به سمت وولکوویسکی در پیش گرفت، اما خود را بین اشغالگران گرفتار یافت. آلمانی‌ها در غرب، و شوروی‌ها که از شرق نزدیک می‌شدند، استقلال لهستان با مفاد قرارداد بین استالین و هیتلر به خاموشی می‌گرایید. او به سختی از دستگیری آلمانی‌ها فرار کرد و توانست در اوایل بهار ۱۹۴۰ از طریق لیتوانی خود را به سوئد برساند. در آنجا در دانشگاه استکهلم سخنرانی کرد. با کنجکاوی در مورد نحوه تحمیل حکومت نازی‌ها، او شروع به جمع‌آوری قوانین و احکام نازی کرد، زیرا بر این باور بود که اسناد رسمی اغلب اهداف اساسی را بدون بیان صریح منعکس می‌کنند. او به دنبال شناخت الگوهای رفتار آلمانی، زمان زیادی را در کتابخانه مرکزی استکهلم به جمع‌آوری، ترجمه و تجزیه و تحلیل اسنادی که جمع‌آوری کرده بود، گذراند. تلاش لمکین اورا به این نتیجه رساند که هدف کلی آلمان‌ها نابودی کامل ملتی است که در کنترل آنها می‌افتد. برخی از اسنادی که لمکین مورد تحلیل قرار داد توسط هیتلر امضا شده بودو ایده‌های نبرد من را در سیاست لبنسراوم، فضای زندگی جدیدی که آلمانی‌ها در آن ساکن خواهند شد، بکار گرفته بود. لمکین با کمک همکار قبل از جنگ خود، مک درموت، اجازه ورود به ایالات متحده را دریافت کرد[۳۱] و در سال ۱۹۴۱ به آنجا رفت.
اگرچه او توانست جان خود را نجات دهد، اما ۴۹ نفر از خویشاوندانش را در هولوکاست از دست داد. تنها اعضای خانواده لمکین در اروپا که از هولوکاست جان سالم به در بردند، برادرش، الیاس، و همسر و دو پسرش بودند که به اردوگاه کار اجباری شوروی فرستاده شده بودند. لمکین با موفقیت به برادر و خانواده خود کمک کرد تا در سال ۱۹۴۸ به مونترال، کبک، کانادا مهاجرت کنند. پس از ورود به ایالات متحده، در سال ۱۹۴۱ به دعوت مک درموت، لمکین به دانشکده حقوق دانشگاه دوک در کارولینای شمالی پیوست. در نوامبر ۱۹۴۴، بنیاد کارنگی برای صلح بین‌المللی، کتاب قانون محور در اروپای اشغالی را منتشر کرد. این کتاب شامل تحلیل حقوقی گسترده‌ای از حاکمیت آلمان در کشورهای تحت اشغال آلمان نازی در طول جنگ جهانی دوم به همراه تعریف واژه نسل‌کشی است.
ایده لمکین در مورد نسل‌کشی به عنوان یک جرم علیه حقوق بین‌الملل به‌طور گسترده توسط جامعه بین‌المللی پذیرفته شد و یکی از پایه‌های حقوقی دادگاه نورنبرگ بود. در سالهای ۱۹۴۵ تا ۱۹۴۶، لمکین مشاور دیوان عالی ایالات متحده آمریکا و رابرت جکسن، مشاور رئیس دادگاه نورنبرگ شد. این کتاب به یکی از متون اساسی در مطالعات هولوکاست و مطالعه توتالیتاریسم، خشونت توده‌ای و مطالعات نسل‌کشی تبدیل شد.

## بعد از جنگ

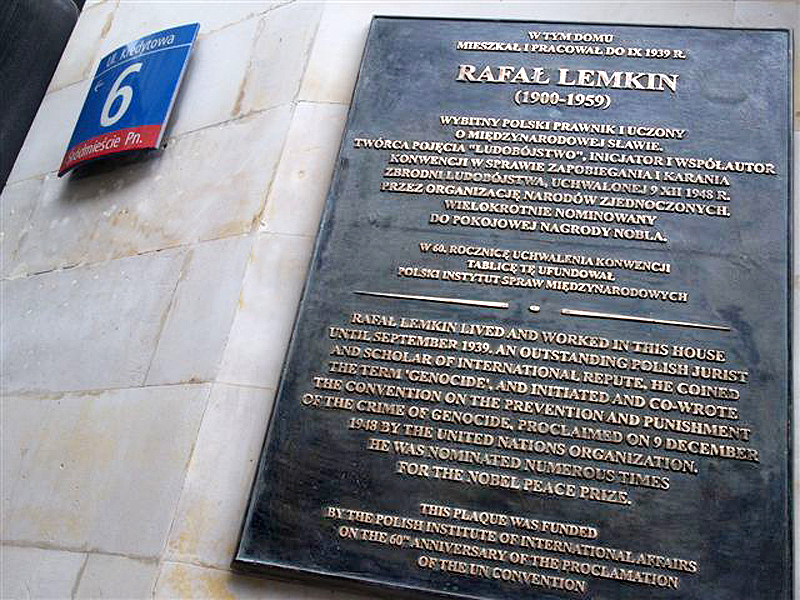
لوحه تقدیر از لمکین در مقابل خانه ای که قبل از جنک در ورشو، لهستان داشت.

پس از جنگ، لمکین ترجیح داد در ایالات متحده بماند. از سال ۱۹۴۸، او در دانشگاه ییل در رشته حقوق کیفری تدریس کرد. در سال ۱۹۵۵، او استاد حقوق در دانشکده حقوق دانشگاه راتگرز در نیوآرک شد. لمکین همچنین کمپین خود را برای قوانین بین‌المللی و منع نسل‌کشی، که از زمان کنفرانس مادرید در سال ۱۹۳۳ از آن دفاع کرده بود، ادامه داد. او ممنوعیت مشابهی را برای جنایات علیه بشریت در کنفرانس صلح پاریس در سال ۱۹۴۵ پیشنهاد کرد، اما پیشنهاد او رد شد.
لمکین پیش نویس قطعنامه‌ای را برای معاهده کنوانسیون نسل‌کشی به تعدادی از کشورها ارائه کرد تا آنها را به حمایت از این قطعنامه متقاعد کند. این قطعنامه با حمایت ایالات متحده برای بررسی به مجمع عمومی ارائه شد. کنوانسیون پیشگیری و مجازات جنایت نسل‌کشی به‌طور رسمی در ۹ دسامبر ۱۹۴۸ ارائه و تصویب شد. در سال ۱۹۵۱، لمکین تنها تا حدی به هدف خود رسید و این زمانی بود که کنوانسیون پیشگیری و مجازات جنایت نسل‌کشی پس از تصویب معاهده توسط بیستمین کشور، به مرحله اجرا درآمد.
نگرانی‌های گسترده‌تر لمکین در مورد نسل‌کشی، همان‌طور که در کتاب «قاعده محوری» او بیان شده‌است. همچنین آنچه را که می‌توان به‌عنوان غیر فیزیکی شناخت، یعنی اعمال روان‌شناسانه نسل‌کشی، دربر گرفت. این کتاب همچنین تکنیک‌های مختلفی را که برای دستیابی به نسل‌کشی به کار گرفته شده بود، شرح داد
بین سال‌های ۱۹۵۳ و ۱۹۵۷، لمکین مستقیماً با نمایندگان چندین دولت از جمله مصر برای غیرقانونی کردن نسل‌کشی تحت قوانین جزایی داخلی این کشورها کار کرد. لمکین همچنین با تیمی از وکلای نمایندگان هیئت‌های عربی در سازمان ملل متحد برای تشکیل پرونده‌ای جهت محاکمه مقامات فرانسوی به جرم نسل‌کشی در الجزایر همکاری کرد. او همچنین هولودومور اوکراینی را به رسمیت شناخت و اصطلاح «نسل‌کشی» را در مقاله خود «نسل‌کشی شوروی در اوکراین» در سال ۱۹۵۳ به کار برد که به عنوان یک سخنرانی در شهر نیویورک ارائه کرد. لمکین اظهار داشت که هولودومور سومین شاخه روسی‌سازی اوکراین توسط شوروی بود.

## لهستان بعد از جنگ
از ۱۹۴۵ لمکین به عنوان دستیار دادستان در دادگاه ناحیه برژانی اوکراین و ورشو کار می‌کرد، و پس از آن به کار حقوقی خصوصی در ورشو مشغول شد. از سال ۱۹۲۹ تا ۱۹۳۴، لمکین دادستان عمومی دادگاه منطقه ورشو بود.

## مرگ و میراث
در آخرین سالهای زندگیش، لمکین در یک آپارتمان در نیویورک در فقر زندگی می‌کرد.
لمکین در سال ۱۹۵۹، در سن ۵۹ سالگی در اثر سکته قلبی در دفتر روابط عمومی میلتون بلو در شهر نیویورک درگذشت. در مراسم خاکسپاری لمکین در کلیسای ریورساید در شهر نیویورک عده زیادی شرکت کردند. او در قبرستان مانت هبرون در فلاشینگ، کویینز در نیویورک به خاک سپرده شد. در زمان مرگ، لمکین جدای از کارهای دیگرش، دو اثر ناتمام باقی گذاشت: مقدمه ای بر مطالعه نسل‌کشی و تاریخ نسل‌کشی در سه جلد، که شامل هفتاد فصل است، و همچنین تحلیلی به حجم یک کتاب از جنایات جنگی نازی‌ها در نورنبرگ.
ایالات متحده، کشوری که موطن لمکین شده بود، در زمان حیات وی کنوانسیون نسل‌کشی را تصویب نکرد. او معتقد بود که تلاش‌هایش برای جلوگیری از نسل‌کشی شکست خورده‌است. او نوشت: «واقعیت این است که باران کار من بر دشتی بی‌حاصل بارید، فقط این باران آمیخته‌ای از خون و اشک هشت میلیون انسان بی‌گناه در سراسر جهان بود، که اشک‌های والدین و دوستان من را نیز شامل می‌شد.»

## تقدیر و جوایز

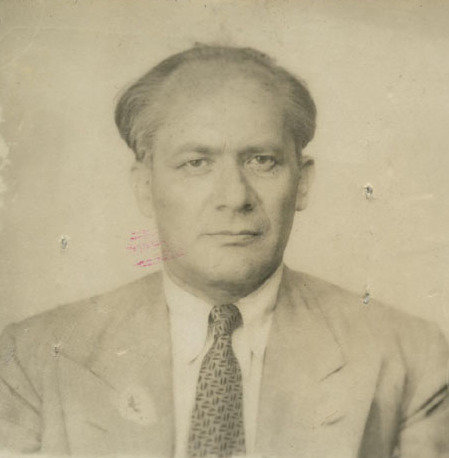
رافائِل لِمکین

لمکین برای کارهایش در زمینه حقوق بین‌الملل و پیشگیری از جنایات جنگی جوایزی از جمله نشان کوبایی کارلوس مانوئل دی سسپدس در سال ۱۹۵۰، جایزه استفان وایز از کنگره یهودیان آمریکا در سال ۱۹۵۱ و نشان افتخار شایستگی جمهوری فدرال آلمان در سال ۱۹۵۵ دریافت کرد. . در پنجاهمین سالگرد لازم‌الاجرا شدن کنوانسیون، لمکین همچنین توسط دبیرکل سازمان ملل متحد به عنوان «نمونه الهام بخش تعهد اخلاقی» مورد تقدیر قرار گرفت. او ده بار نامزد جایزه صلح نوبل شد. در سال ۱۹۸۹، پس از مرگ لمکین، جایزه چهار آزادی برای آزادی ادیان به او اعطا شد.
لمکین سوژه نمایشنامه‌هایی از قبیل خانه لمکین اثر کاترین فیلوکس (۲۰۰۵) و اگر کل بدن بمیرد: رافائل لمکین و پیمان علیه نسل‌کشی اثر رابرت اسکلوت (۲۰۰۶) بوده‌است. همچنین بخشی از فیلم مستند آمریکایی تماشاگران آسمان در سال ۲۰۱۴ به او اختصاص یافت. هر سال، «ندای خاخام برای حقوق بشر» جایزه حقوق بشر رافائل لمکین را به فردی غیرمتخصص که از ارزش‌های یهودی خود برای رهبری حقوق بشر استفاده می‌کند، می‌دهد. در ۲۰ نوامبر ۲۰۱۵، مقاله لمکین درمورد نسل‌کشی شوروی در اوکراین به فهرست روسی «نشریات افراطی» اضافه شد که توزیع آن در روسیه ممنوع است.
در ۱۵ سپتامبر ۲۰۱۸، بنیاد آزادی‌های مدنی اوکراینی کانادایی (www.ucclf.ca) و حامیان آن در ایالات متحده از اولین لوح اوکراینی/انگلیسی/عبری/ییدیش در جهان به افتخار لمکین در مؤسسه اوکراینی آمریکا، در شهر نیویورک، رونمایی کرد. این لوح به مناسبت هفتاد و پنجمین سالگرد سخنرانی لمکین، «نسل‌کشی شوروی در اوکراین». و به رسمیت شناساندن هولودومور، قحطی بزرگ نسل‌کشی ۱۹۳۲–۱۹۳۳ اوکراین شوروی بود.